# Little Caesar
Little Caesar is een Amerikaanse misdaadfilm uit 1931 onder regie van Mervyn LeRoy. Het was de debuutfilm van acteur Edward G. Robinson. De film werd in 2000 opgenomen in de National Film Registry.
Het scenario is gebaseerd op de gelijknamige misdaadroman (1929) van W. R. Burnett.

## Verhaal
De overvaller Caesar Enrico Bandello wil een succesvol misdadiger worden. Daarom sluit hij zich aan bij een bende. Al gauw pleegt hij een coup op de bendeleider. Daarna wil hij alle andere criminele bendes uit de stad verjagen.

## Rolverdeling
| Acteur                | Personage              |
| --------------------- | ---------------------- |
| Edward G. Robinson    | Caesar Enrico Bandello |
| Douglas Fairbanks jr. | Joe Massara            |
| Glenda Farrell        | Olga Stassoff          |
| William Colier jr.    | Tony Passa             |
| Sidney Blackmer       | Big Boy                |
| Ralph Ince            | Pete Montana           |
| Thomas E. Jackson     | Sergeant Flaherty      |
| Stanley Fields        | Sam Vettori            |
| Maurice Black         | Arnie Lorch            |
| George E. Stone       | Otero                  |
| Armand Kaliz          | DeVoss                 |
| Nicholas Bela         | Ritz Colonna           |